# کوه نامولی
کوه نامولی (به لاتین: Mount Namuli) یک کوه است که در موزامبیک واقع شده‌است. کوه نامولی ۲٬۴۲۰ متر بالاتر از سطح دریا واقع شده‌است.